# 食物權
食物權一詞及其別名是指保障人們能夠有尊嚴地養活自己的人權。這意味著人們能獲得充分的食糧、有能力獲得這些食糧、以及藉這些食糧以適切滿足個人的膳食需求。食物權保障所有人免於飢饉、糧食不穩定、與營養不良。 食物權並不代表政府有義務將免費食物送給每個想要食物的人，也不代表被養的權利。然而，如果人們因為自己能力範圍之外的因素而遭受困頓，例如在囚禁、戰爭、或自然災害之下，有權直接要求政府提供食物。
本權力源自160國家於2012年五月簽署之國際經濟社會文化權國際公約。 簽署國同意以國家與國際力量採取行動以最大化可得資源，積極實現食物權。 106個國家中，食物權已經藉由憲法或國際協約等法律安排來進行保障。
1996年的世界糧食高峰會中，與會政府重申食物權，並允諾2015年前將飢餓與營養不良人數減半。然而在2009年，全球仍有10億人營養不足，超過20億人仍身受隱藏飢餓(會導致兒童發育與智力不良與微量營養素缺乏)影響。
儘管在國際法之下，國家有義務重視、保障、與滿足食物權，但是達成此人權目標的實際困難包括全世界常見的糧食不穩定、以及如印度等國家內的法律訴訟。 在糧食問題嚴重的亞洲、非洲、拉丁美洲中，不僅僅食物短缺與基礎設施不足，也有運銷不良與糧食可近性不夠的問題。

## 定義
國際經濟社會文化權國際公約承認「最低生活保障權」(包括食物足夠)以及「免於飢餓的基本權利」，但是前述二個觀念之間並不完全一樣。例如，一個國家是否「免於飢餓」可反映於該國人民營養不良乃至於餓死者的人數。「食物足夠」則是更高標準，不僅免於營養不良，還包括食物的各種特質，如食物安全、多樣性、與尊嚴，簡言之也就是能滿足積極與健康人生的所有元素。
基於以上理念，2002年的特別調查員將食物權定義為：「有權利規律地、恆久地、與無限制地獲得適切與足夠的食物(無論直接獲得或用錢購買)，依據消費者的文化傳統，以確保身心、個人與集體、滿足與尊嚴的無憂無慮的生活。」
這樣的定義就解決了國際經社文國際公約大會的第12號總評論。